# Graphosoma semipunctatum
Graphosoma semipunctatum е вид полутвърдокрило насекомо от семейство Pentatomidae.
Видът е много близък до Graphosoma lineatum. Единствената разлика е в точките на пронотума, които при сродния вид са заменени от ивици.
Яркочервеният цвят е защитен механизъм, който трябва да подсказва, че насекомите не са привлекателни за консумация.

## Разпространение и местообитание
Обитава района на Средиземноморието. Видът се среща и в България.
Номинантният подвид е от остров Крит поради което често видът е наричан и с името G. creticum.
Насекомите обитават растения от семейство Сенникови.